# Collegiata di San Bonifacio (Großburschla)
La collegiata di Santa Maria Assunta in Cielo era una chiesa posta presso il quartiere Großburschla della città di Treffurt, in Turingia, Germania. La chiesa era storicamente dipendente dall'abbazia di Fulda.

## Storia

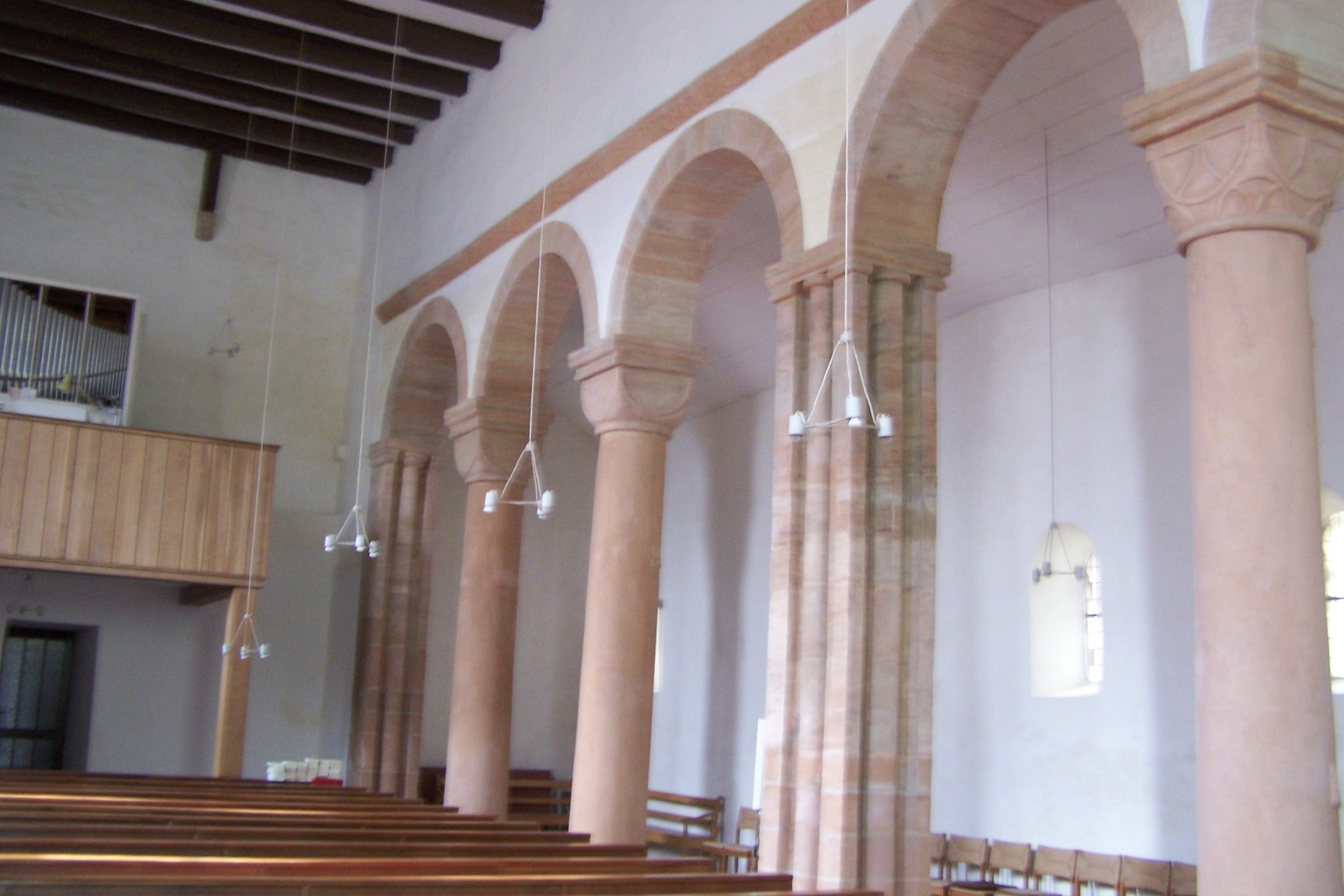
L'aula interna della chiesa

Un primo monastero a Großburschla venne fondato per volere dell'abate Werinhar di Fulda nell'anno 980 e dedicato a San Bonifacio, primo abate di Fulda. Il primo edificio del complesso, di stile romanico, venne distrutto da un incendio verificatosi nel 1008 e il tutto venne ricostruito tra il 1130 ed il 1150. I primi restauri avvennero nel XIV secolo e dopo la Guerra dei Trent'anni, quando la chiesa venne assegnata alla confessione protestante. Un'indagine archeologica sull'edificio e un restauro completo della chiesa venne effettuato negli anni 1965-1968, rivelando molti dettagli sino a quel momento sconosciuti dell'originaria costruzione romanica. I pilastri e le colonne con capitelli ornati, le doppie arcatelle della sala del coro e l'originario soffitto a travi sono stati riportati alla luce e e parzialmente integrati per riportare la struttura alle sue forme originarie il più possibile. L'edificio è oggi uno degli edifici ecclesiastici romanici più preziosi e meglio conservati del distretto di Wartburg.

## Descrizione

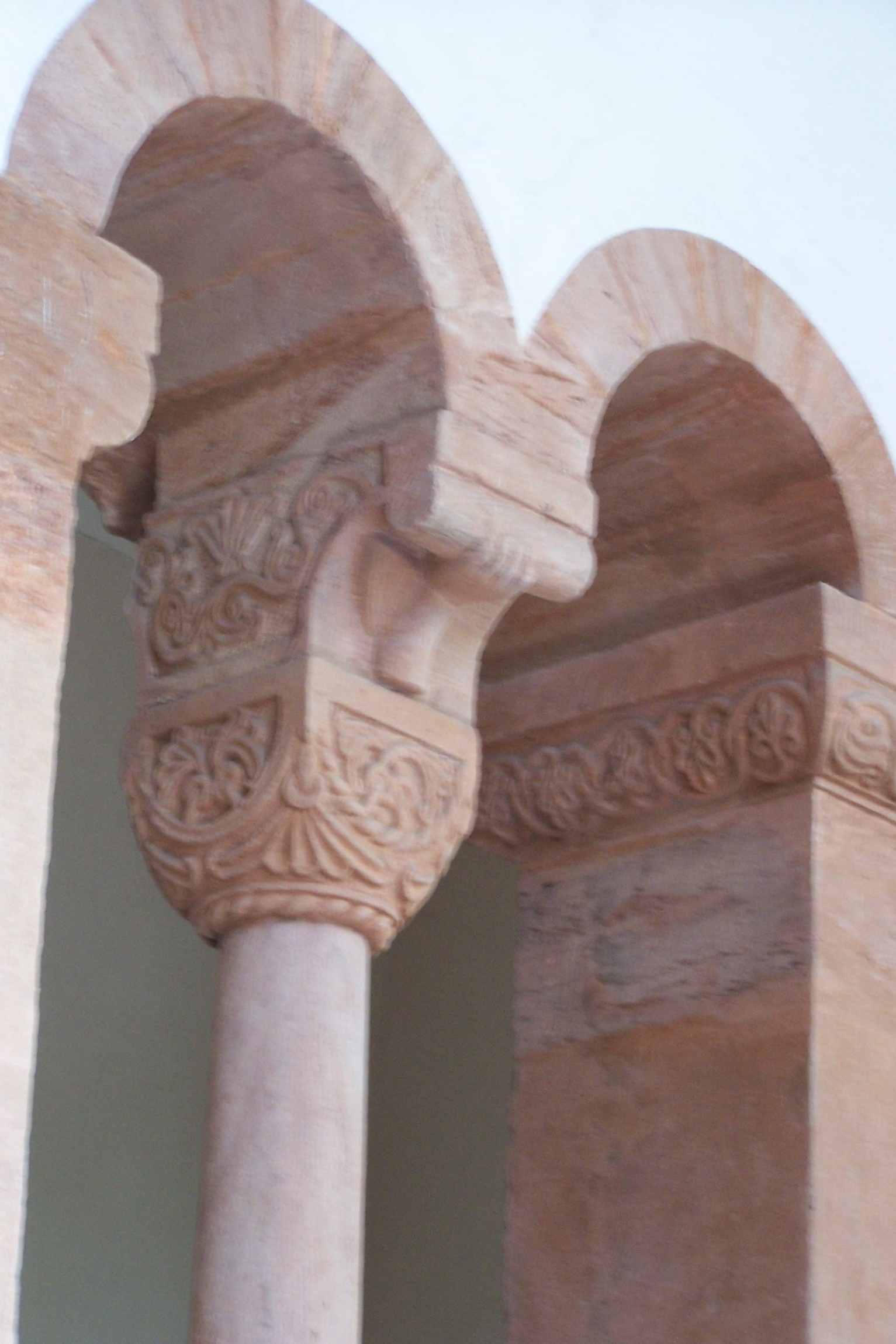
Una bifora con capitello decorato

L'edificio si presenta a pianta rettangolare che originariamente disponeva di tre navate, poi portate a due in forma di pseudo-basilica. Il soffitto si presenta piano ed è sostenuto dalle pareti composte da archi e colonne con capitelli di forma cubica decorati. Il marcapiano sovrastante è decorato da un fregio a foglie. La navata centrale e la navata nord corrono parallele mentre lungo la navata scomparsa si aprono delle bifore accoppiate con ornamenti figurativi e vegetali sul capitello. 
Il crocifisso dell'altare maggiore della chiesa risale alla fine del XV secolo. Sulla parete est è visibile un bassorilievo gotico del 1480 circa. L'organo è opera di Albin Hickmann dal 1906, ma la disposizione è stata mutata da Rudolf Böhm nel 1950. L'organo del coro è stato realizzato da Alexander Schuke di Potsdam nel 1968.